# Stor-Abborrtjärnen (Arvidsjaurs socken, Lappland, 726821-167536)
Stor-Abborrtjärnen är en sjö i Arvidsjaurs kommun i Lappland och ingår i Byskeälvens huvudavrinningsområde. Sjön har en area på 0,158 kvadratkilometer och ligger 334,3 meter över havet.

## Delavrinningsområde
Stor-Abborrtjärnen ingår i det delavrinningsområde (726751-167672) som SMHI kallar för Ovan 726725-167649. Medelhöjden är 344 meter över havet och ytan är 18,37 kvadratkilometer. Räknas de 42 avrinningsområdena uppströms in blir den ackumulerade arean 452,32 kvadratkilometer. Kilisån (Sikån) som avvattnar avrinningsområdet har biflödesordning 2, vilket innebär att vattnet flödar genom totalt 2 vattendrag innan det når havet efter 120 kilometer. Avrinningsområdet består mestadels av skog (47 procent) och sankmarker (47 procent). Avrinningsområdet har 0,44 kvadratkilometer vattenytor vilket ger det en sjöprocent på 2,4 procent.